# دزد بد، دزد خوب
دزد بد، دزد خوب (انگلیسی: Bad Thief, Good Thief؛‏ کره‌ای: 도둑놈, 도둑님) یک مجموعه تلویزیونی محصول کره جنوبی سال ۲۰۱۷ با بازی جی هیون وو، سوهیون، کیم جی هون و لیم جو اون است. این مجموعه از ۱۳ مه تا ۵ نوامبر ۲۰۱۷، روزهای شنبه و یکشنبه ساعت ۲۲:۰۰ (کی‌اس‌تی) از ام‌بی‌سی برای ۵۰ قسمت پخش شد.

## خلاصه داستان
این مجموعه روایتگر زندگی نوادگان فعالان کره‌ای در دوران استعمار ژاپن است؛ افرادی که بعدها به چهره‌های مهمی در تاریخ تبدیل شدند. آن‌ها از هویت واقعی خود بی‌اطلاع بودند، زیرا آگاهی از آن می‌توانست زندگی‌شان را به خطر بیندازد.

## بازیگران

### اصلی
- جی هیون وو در نقش جانگ دول موک / کیم سو هیون
  - کیم کانگ هون در نقش جوانی جانگ دوا موک
- سوهیون در نقش کانگ سو جو
  - مون سو هی در نقش جوانی کانگ سو جو
- کیم جی هون در نقش هان جون هی / جانگ مین جه
  - نام دا روم در نقش جوانی جانگ مین جه
  - مون وو جین در نقش کودکی جانگ مین جه
- لیم جو اون در نقش یون هوا یونگ
  - کانگ جی وو در نقش جوانی یون هوا یونگ